# Guy Spier
Guy Spier (Pietermaritzburg, 4 febbraio 1966) è un imprenditore svizzero.
Gestisce il fondo Aquamarine, il quale vanta un patrimonio di 350 milioni di dollari. È l'autore di The Education of a Value Investor. Nel 2009 è stato menzionato nel libro The Checklist Manifesto di Atul Gawande riguardo all'utilizzo delle liste di controllo come parte del suo processo di investimento.

## Biografia

### Gli studi
Nato in Sudafrica, è cresciuto tra Tel Aviv, Teheran e il Regno Unito. Nel 1984 ha iniziato gli studi di legge al Brasenose College, dove è stato allievo di Hugh Collins, Peter Birks e Mary Stokes. Due anni dopo, nel 1986, ha intrapreso gli studi di politica, filosofia ed economia. Nel 1993 ha conseguito un MBA ad Harvard.

### Carriera
Dal 1988 al 1990 ha lavorato presso la Braxton Associates, una società di consulenza strategica che è stata successivamente ceduta a Deloitte Consulting, dopodiché è stato vicepresidente della DH Blair. Dopo l'esperienza nell'investment banking, ha fondato l'Aquamarine Fund, un fondo di investimento che trae ispirazione dalle partnership di investimento di Warren Buffett degli anni '50. A giugno 2021 il patrimonio gestito dal fondo ammonta a 300 milioni di dollari.
Spier aderisce strettamente ai principi di Warren Buffett riguardo al value investing e all'allocazione del capitale. Tuttavia, egli riconosce che il panorama del value investing è cambiato nel tempo, poiché la crescente popolarità di questo approccio ha ridotto generalmente le opportunità disponibili per gli investitori. Sebbene le idee vincenti possano ancora sussistere, l'investitore di successo nel campo del value investing deve essere in grado di guardare al di là delle convenzioni e talvolta adottare approcci non convenzionali. Spier ha evitato ogni forma di attivismo affermando: "Il mio obiettivo come investitore è accumulare denaro per i miei azionisti, non intraprendere lotte inutili o comportarmi come un crociato morale vendicatore."
Spier ha costantemente promosso l'integrità e la modestia nella gestione delle istituzioni finanziarie. Nel 2008 ha collaborato con Peter Sinclair e Tom Skinner all'articolo dal titolo Bonus, Credit Rating Agencies and the Credit Crunch, nel quale argomentava che una delle cause della crisi finanziaria del 2008 risiedeva nell'orientamento a breve termine, che ha portato a valutazioni errate dei bonus legati ai rating di credito e ad altre pratiche nelle società finanziarie.
Ha vigorosamente sostenuto l'adozione di commissioni di gestione pari a zero per quanto riguarda la gestione professionale degli investimenti. Ha auspicato che la Svizzera diventi un centro di vera eccellenza negli investimenti, scrivendo "mentre i cluster biotecnologici, sanitari e tecnologici svizzeri sono straordinariamente ben sviluppati, il private banking svizzero ha ancora molta strada da fare".
Nel 2003, insieme a David Einhorn, Bill Ackman e Whitney Tilson, Spier è stato oggetto di indagini condotte da Eliot Spitzer, all'epoca procuratore generale di New York, e dalla Securities and Exchange Commission degli Stati Uniti, riguardo alle vendite allo scoperto di titoli di Farmer Mac, MBIA e Allied Capital. Il tracollo di queste società durante la crisi finanziaria della fine degli anni 2000 ha confermato la loro breve tesi ed è diventato il soggetto di libri di Ackman ed Einhorn.
Nel 2014 Spier ha pubblicato per Palgrave Macmillan il libro The Education of a Value Investor di Spier, che narra delle sfide iniziali della sua carriera nell'investment banking a Wall Street e della sua trasformazione in un investitore di valore. Il libro ha venduto oltre 175.000 copie in lingua inglese ed è stato tradotto in spagnolo, tedesco giapponese, coreano, cinese, polacco, ebraico e vietnamita.

Nel 2016, Spier, insieme a Phil Town e Matthew P. Peterson, ha presentato con successo una petizione al giudice Sontchi presso la Corte fallimentare del Delaware per istituire un comitato ufficiale degli azionisti della Horsehead Corporation, la quale aveva dichiarato fallimento all'inizio di quell'anno.

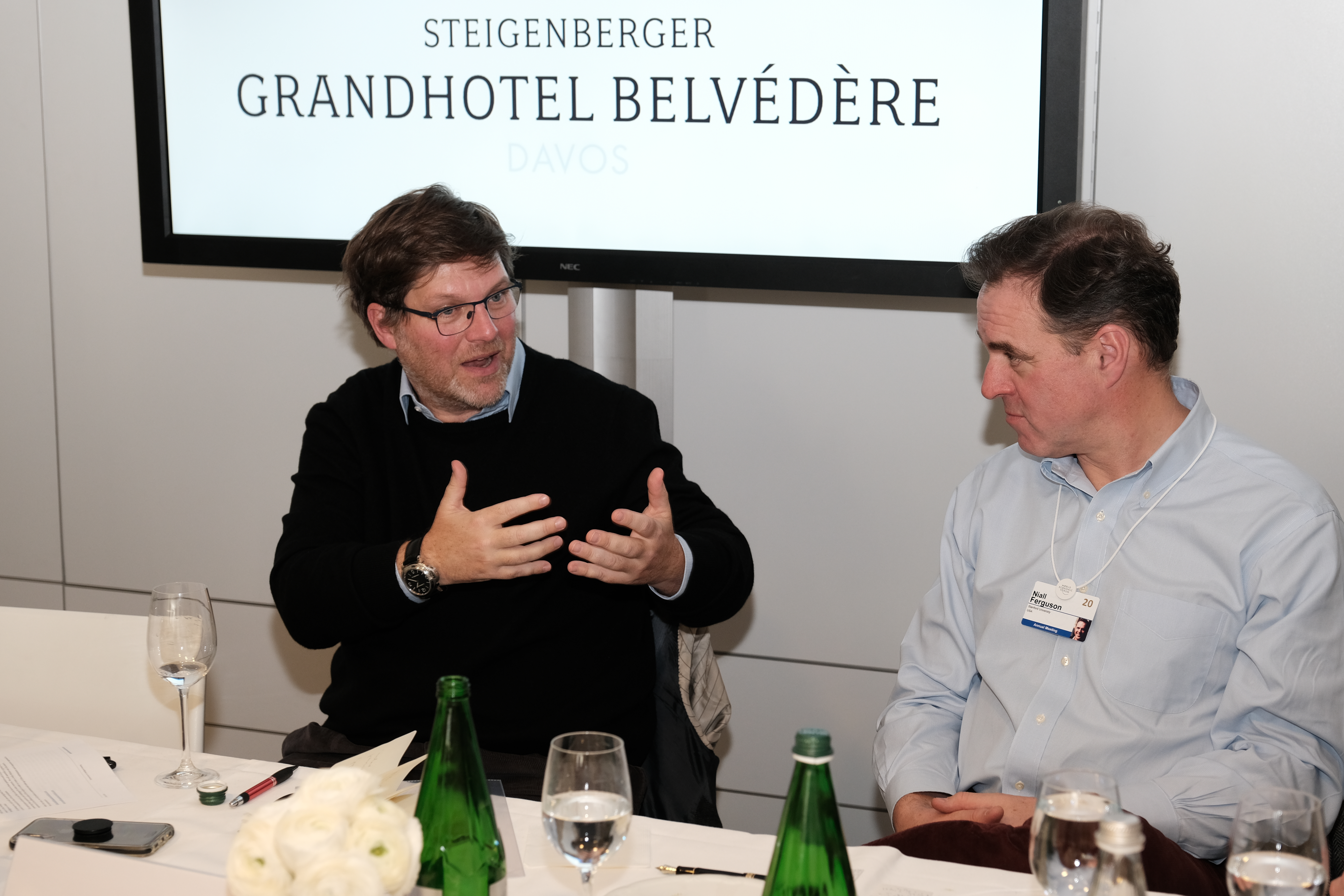
Guy Spier parla con Niall Ferguson durante il World Economic Forum

### Altre attività
Spier è notoriamente un membro attivo della comunità degli investimenti di valore. Spesso interagisce con altri investitori attraverso interviste, podcast e social media, promuovendo un senso di comunità e collaborazione. I suoi discorsi si concentrano spesso sugli aspetti psicologici degli investimenti, su considerazioni etiche e sull'importanza dell'apprendimento continuo.
Spier organizza la conferenza VALUEx BRK in concomitanza con l'assemblea annuale degli azionisti di Berkshire Hathaway a Omaha, in Nebraska. Istituita a Klosters nel 2011, la conferenza riunisce un piccolo gruppo di investitori di valore provenienti da tutto il mondo per discutere su idee di investimento, condividere approfondimenti e fare rete in un ambiente informale e collaborativo.

## Vita privata
Spier vive a Zurigo con la moglie Lory e i tre figli Eva, Isaac e Sarah. È imparentato con le famiglie di banchieri Lazard, Spira e Rothschild tramite la sua bis-bisnonna Johanna Lazard. Ha vissuto a Tuxedo Park, il villaggio costruito da Pierre Lorillard alla fine del 1800, dove viveva nel Bruce Price Cottage. È membro dell'Organizzazione degli imprenditori, dell'Organizzazione dei giovani presidenti e della Sinagoga di Westminster.